# ناحیه وندالیا، شهرستان فایت، ایلینوی
ناحیه وندالیا (به انگلیسی: Vandalia Township) یک منطقهٔ مسکونی در ایالات متحده آمریکا است که در شهرستان فایتی، ایلینوی واقع شده‌است. ناحیه وندالیا ۱۴۰ متر بالاتر از سطح دریا واقع شده‌است.